# Habibi (powieść graficzna)
Habibi – powieść graficzna autorstwa amerykańskiego rysownika i scenarzysty komiksowego Craiga Thompsona, wydana po angielsku w 2011 r. przez Pantheon Books. Polskie tłumaczenie ukazało się w 2012 r. nakładem wydawnictwa Timof i Cisi Wspólnicy. Tumaczem był Łukasz Wróbel.

## Fabuła i styl
Akcja tej czarno-białej, 672-stronicowej powieści graficznej osadzona jest współcześnie w fikcyjnym muzułmańskim świecie wzorowanym na pustynnych krajach Afryki Północnej. Opowiada historię miłości Dodoli i Zama, dwojga uciekinierów z obozu dla niewolników, którzy po latach wspólnego życia na opuszczonej łodzi zostają rozdzieleni. Dodola zostaje kochanką lokalnego księcia, a Zam przyłącza do grupy transseksualnych tancerzy-żebraków i poddaje się kastracji. Drogi Dodoli i Zama ponownie się przecinają, gdy Zam przypadkowo trafia do pałacu, w którym mieszka Dodola. Pomaga jej stamtąd uciec. Oboje decydują się zacząć wspólne życie na nowo.
Habibi utrzymane jest w konwencji współczesnej baśni. W oprawie graficznej autor nawiązuje stylistycznie do sztuki i kaligrafii islamu. W warstwie treści wiele jest odniesień do religii muzułmańskiej, w tym koranicznych tekstów o stworzeniu człowieka, miłości i cielesności.

## Krytyka i nagrody
Powieść spotkała się z mieszanymi ocenami krytyków. Doceniono warstwę graficzną. Niektórzy krytycy zarzucali Thompsonowi uproszczenie w interpretacji islamu i arabskiego świata na potrzeby amerykańskiego rynku. Mimo to Thompson otrzymał za Habibi wiele wyróżnień, w tym Nagrodę Eisnera w 2012 r. dla najlepszego rysownika i scenarzysty.